# Bogidiella helenae
Bogidiella helenae is een vlokreeftensoort uit de familie van de Bogidiellidae. De wetenschappelijke naam van de soort is voor het eerst geldig gepubliceerd in 1967 door Mateus & Maciel.